# Голенко, Валерий Николаевич
Вале́рий Никола́евич Голенко (6 мая 1958, Миллерово, Ростовская область) — политик, инженер-механик, инженер-экономист, предприниматель, председатель Луганской областной администрации с марта по ноябрь 2010 года и Луганского областного совета с 2006 по 2014 год.

## Биография
Родился 6 мая 1958 года в Миллерово Ростовской области.
В 1981 году закончил Киевский институт инженеров гражданской авиации, инженер-механик, получил специальность «Эксплуатация воздушного транспорта».
С августа 1981 года по ноябрь 1982 года работал инженер-механиком, начальником службы, секретарь комитета комсомола Ворошиловградского объединённого авиаотряда. С ноября 1982 года по декабрь 1984 года — заведующий отдела Ленинского РК комсомола г. Ворошиловграда.
С декабря 1984 года по май 1987 года — заместитель заведующего отдела Ворошиловградского обкома комсомола. С мая 1987 года по февраль 1991 года — первый секретарь Ворошиловградского горкома комсомола. С февраля 1991 года по сентябрь 1994 года — директор НПП «Фактор».
В 1992 году закончил Луганский машиностроительный институт по специальности инженер-экономист, специальность — «Экономика и организация машиностроительной промышленности».
С сентября 1994 года по январь 1996 года — директор ООО «Геко-инвест». С января 1996 года по август 1997 года — помощник первого заместителя Луганской облгосадминистрации. С августа 1997 года по май 1998 года — первый заместитель генерального директора Производственно-финансовой компании «Луганской энергетической компании».
Госчиновник 3-го ранга с августа 2000 года.
С 1998 года до 14 апреля 2006 года был заместителем Губернатора Луганской области.
С 2008 года до настоящего времени состоит в политической партии «Партия Регионов».
С 1987 года по 1994 год — депутат Луганского городского Совета, а с 1998 года до настоящего времени депутат Луганского областного Совета.
С 1998 года по 14.04.2006 г. занимал должность заместителя председателя Луганского областного совета.
В 2006 году впервые избран председателем Луганского облсовета.
С марта 2010 года до ноября 2010 года — председатель Луганской облгосадминистрации.
С ноября 2010 года по 2014 год — председатель Луганского областного совета. В период политического кризиса 2 марта 2014 года Голенко на митинге в Луганске зачитал решение сессии Луганского областного совета № 23/1 «Об обращении депутатов Луганского областного совета», в котором говорилось, что центральные органы исполнительной власти, сформированные Верховной Радой (то есть Кабмин Арсения Яценюка), являются нелегитимными. На досрочных парламентских выборах в 2014 году, баллотируясь по одномандатному мажоритарному округу № 113, набрал 20,5 % голосов избирателей, уступив 462 голоса Виталию Курило.
В декабре 2014 года СБУ возбудила против Голенко уголовное производство за призывы к сепаратизму.
Член Партии регионов Украины, считается одним из ближайших соратников лидера регионалов Александра Ефремова.

## Семья
- Отец Николай Никифорович Голенко
- Мать Раиса Николаевна Голенко
  - Жена Галина Николаевна Голенко,
    - Сын Дмитрий Голенко (1981),
    - Сын Алексей Голенко (1986)[5].